# Bayaguana
Bayaguana ist eine Gemeinde in der Dominikanischen Republik. Sie ist eine der fünf Gemeinden der Provinz Monte Plata und hat 20.303 Einwohner (Zensus 2010) in der städtischen Siedlung. In der Gemeinde Bayaguana leben 31.889 Einwohner.

## Geschichte
Die Stadt wurde 1606 von den Bewohnern der Städte Bayajá und Yaguana (heute Fort-Liberté und Léogâne in Haiti) gegründet, die auf Befehl von König Philipp III. von Spanien zerstört wurden, um den Schmuggel zu bekämpfen, der in dieser Gegend existierte. Diese Zerstörungen wurden als die Osorio-Verwüstungen bekannt, weil sie unter der Verwaltung von Gouverneur Antonio de Osorio auf Hispaniola stattfanden. Die spanischen Siedler von La Yaguana und Bayajá wurden in die Stadt Bayaguana umgesiedelt.

## Persönlichkeiten
- Luguelín Santos (* 1992), Sprinter
- Juander Santos (* 1995), Leichtathlet